# 6108 Glebov
6108 Glebov è un asteroide della fascia principale. Scoperto nel 1971, presenta un'orbita caratterizzata da un semiasse maggiore pari a 2,1936381 UA e da un'eccentricità di 0,2031881, inclinata di 2,88351° rispetto all'eclittica.